# Career (película de 1959)
Career (en España, Los ambiciosos; en Argentina y en México, Entre bastidores) es una adaptación cinematográfica del musical de Broadway de James Lee, que participó en la elaboración del guion junto con Bert Granet y Dalton Trumbo. Tanto el musical como el guion de la película se basan en la novela homónima de Philip Stong.

## Argumento
Un hombre con vocación de actor está dispuesto a sacrificarlo todo para lograr su meta. Finalmente lo contratan para protagonizar una película titulada War Devils.
La película fue rodada entre febrero y abril de 1959.

## Otros créditos
- Fecha de estreno: noviembre de 1959. La película fue preestrenada en Nueva York el 8 de octubre y en Los Ángeles el 4 de noviembre.
- Productora: Paramount Pictures
- Distribuidora: Paramount Pictures
- Color: blanco y negro
- Sonido: Westrex Recording System
- Asistente de dirección: Michael D. Moore
- Montaje: Warren Low
- Efectos especiales: John P. Fulton
- Dirección artística: Hal Pereira y Walter H. Tyler
- Decorados: Sam Comer y Arthur Krams
- Diseño de vestuario: Edith Head

## Premios
- Globo de Oro al mejor actor en drama: Anthony Franciosa.
- 5 puesto en la lista de los premios Golden Laurel al mejor actor: Dean Martin
- 3 candidaturas a los Oscar

- Mejor fotografía blanco y negro: Joseph LaShell.
- Mejor dirección artística en blanco y negro: Hal Pereira, Walter H. Tyler, Sam Comer]] y Arthur Krams.
- Mejor diseño de vestuario: Edith Head.